# Misijní stanice Evangelické církve metodistické (Jablonné v Podještědí)
Misijní stanice Evangelické církve metodistické v Jablonném v Podještědí je duchovní instituce Evangelické církve metodistické. Spadá pod duchovní správu pražské farnosti Evangelické církve v Praze 10–Strašnicích. Stanice se nachází v části Jablonného-Markvarticích v ulici Ke Studánce 69

## Historie
Počátky misijní činnosti Evangelické církve v Jablonném v Podještědí spadají do 80. let 20. století, kdy laický kazatel Jiří Hurta dojížděl na duchovní setkání nejprve v Jablonci nad Nisou a do misijní stanice v Hrádku nad Nisou. Zde se seznámil s Janem Wagnerem z Jablonného a byla následně započala misijní činnost v Jablonném a v Petrovicích v Podještědí. Jelikož sbor neměl vlastní prostory, byla setkání k výkladu Písma pořádána v domě Jana Wagnera, kam se sjíždělo stále více lidí z okolí. Postupně vznikl nový sbor vedený Jiřím Hurtou.
Po jeho smrti v roce 1993 převzali správu kazatelé z Jablonce nad Nisou.

## Duchovní činnost
Misijní službou je pověřen Jiří Šimek. Bohoslužby se zde konají o nedělích od 15 hodin.